# Midtown Manhattan
Midtown Manhattan je jedna ze tří hlavních částí Manhattanu a nachází se mezi 14. a 59. ulicí, od řeky Hudson River směrem k řece East River. Jádro Midtown Manhattanu se rozkládá mezi 31. a 59. ulicí a mezi třetí a devátou avenue.

## Popis

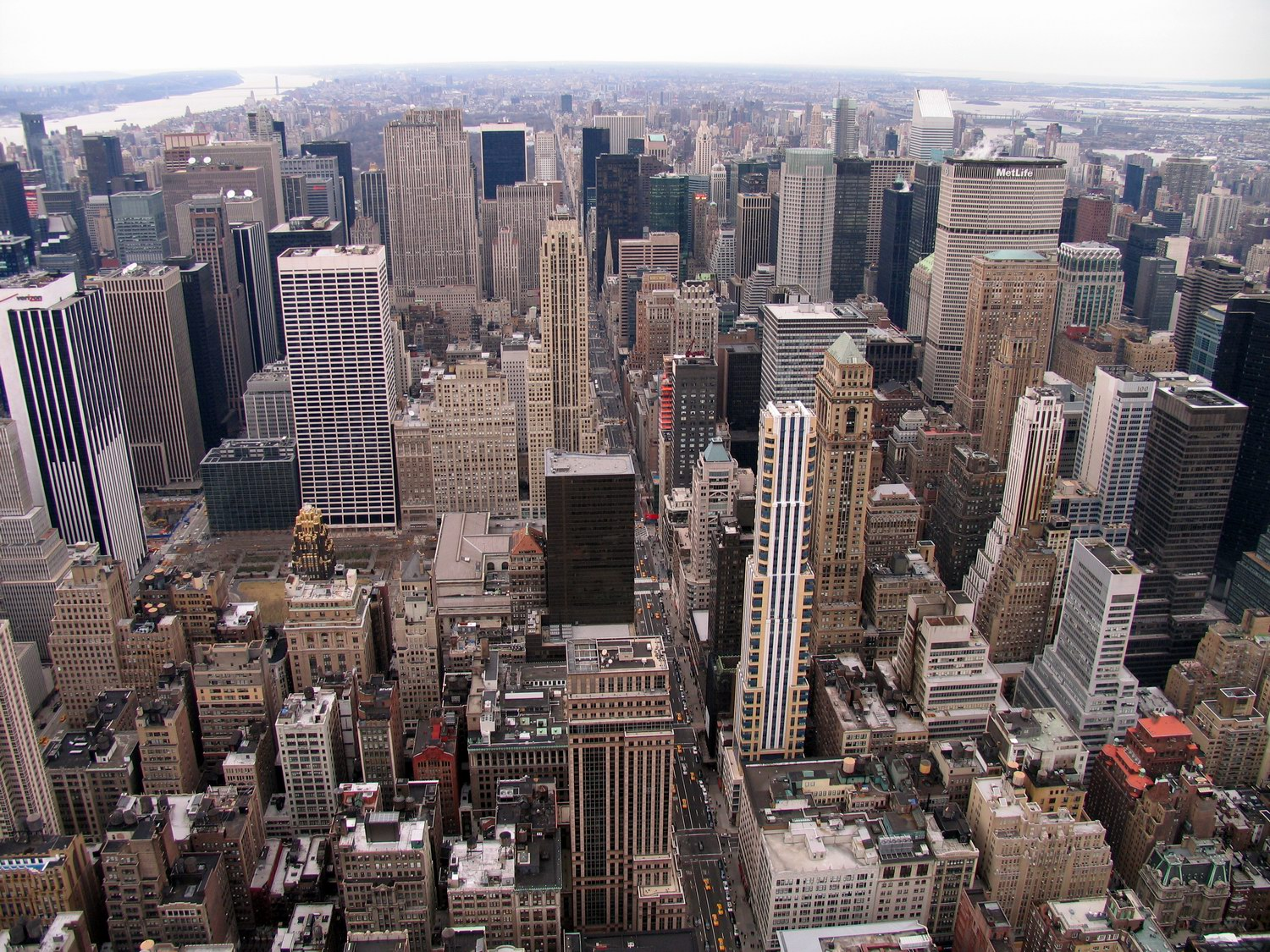
Pohled na Midtown Manhattan z Empire Stare Building

Nachází se zde mnoho částí včetně Hell's Kitchen a Chelsea ve West Side, a Murray Hill, Kips Bay, Turtle Bay a Gramercy v East Side. Někdy se rozděluje na Midtown East a Midtown West a často i Midtown South.
Je to rušná obchodní čtvrť. Velká většina mrakodrapů města, včetně většiny hotelů a obytných domů, se nachází právě zde. Pracuje zde více než 700 tisíc pracovníků v kancelářích, hotelích a obchodních provozech, pohybuje se zde množství turistů a studentů.
Stojí tu světoznámé komerční budovy jako Rockefeller Center, Radio City Music Hall a Empire State Building.